# فوجیکاوا، شیزوئوکا
فوجیکاوا، شیزوئوکا (به لاتین: Fujikawa) یک منطقهٔ مسکونی در ژاپن است که در ناحیه چوبو واقع شده‌است. فوجیکاوا ۱۶٬۳۵۹ نفر جمعیت دارد.